# Îngeri în mitologie
Îngerii în mitologie
Înger , ființă supranaturală de legătură între divinitate și oameni, cu circulație limitată în zonele mitologice ebraice, creștine și, prin imitație, musulmane, corespunzând de fapt fie geniilor ocrotitoare, fie curierilor divini de importanță secundară, caracteristici mai ales mitologiei babiloniene, de unde probabil a și fost absorbită noțiunea biblică. Textele arhaice atribuite lui Moise vorbesc doar de mesagerii lui Yahweh, fie anonimi, fie numindu-se Gabriel, Mihael. Inițial, noțiunea nu depășea limitele animismului primitiv și circula în mitologia ebraică populară, desemnând anumite ființe pur spirituale, pe o treaptă intermediară între Dumnezeu și om; teologia iudaismului preia această noțiune abia în epoca exilului babilonian, sub influența mag chaldeici, compunând și o teorie angelologică (angelologie), după care îngerii sunt clasificați în buni și răi; abia atunci apare și Satanael (Satan), căpetenia îngerilor răzvrătiți, întrucât, nefiind din clasa propriu-zis divină, îngerii nu sunt ființe perfecte:
,, Dacă chiar în slujitorii săi El nu se încrede și slujitorilor săi le găsește greșală !’’(Iov. IV,18)
Textele biblice nu socotesc îngeri pe Heruvimi și Serafimi , îngerii sunt inițial puțini precizați în V.T.(Daniel : Gabriel și Mihael ; Tobit : Rafael ; Zaharia : Satanael) și se multiplică mai târziu sub influența concepției dualiste din zoroastrism (unde e descrisă o categorie de spirite, comparabile cu îngerii darși, cu  demonii, numiți Fravashi), susținând astfel scopul teologic de a organiza ,, cete îngerești’’ luminoase și oștiri întunecate satanise (de fapt demoni), deci și interesul unei ierarhii, care se constituie doctrinar abia în  creștinism.
Textele biblice vechi nici nu folosesc mereu noțiunea de înger (deși de obicei termenii alternează); astfel ,,îngerul’’ care se lupta cu Iacob este numit de fapt om și Dumnezeu (El), deoarece acolo este prezent El, Yahweh însuși, dar în formă uman, spre a puta intra în zona de percepție senzorială a lui Iacob-viitorul Istrael. Vestitorii dezastrului de la Sodoma sunt numiți și ,, cei doi bărbați’’ ca și ce ce eliberează din criptă pe Iisus Hristos. Perioada ebraică veche nu sugerează nicio ierarhie, ci numai, cu timpul, o delimitare a atribuțiilor (uneori confundate). 
Gabriel (ebr. Dumnezeu (El) e războinic) este înger al Edenului, asigurând paza militară (în Cartea lui Enoh, apocriful etiopian, e răspunzător de Paradis, de dragoni și Heruvimi ; apoi, reluat de Coran: Djabrail- devine unicul crainic al lui  Allah), dar uneori și transmiterea mesajelor divine ( profetului Daniel îi interpretează o vedenie).
Mihail ,, voievodul îngerilor păzitori’’ (Dan. X, 13 ), este în primul rând îngerul tuturor evreilor ( numele său însemnând ,, Cine este ca Dumnezeu ?’’ și probabil înmulțirea la un moment dat nelimitată a acestei categorii de paznici s-a produs sub o dublă influență : iraniană (după modelul numeroșilor Fravashi secundari), dar și romană (unde geniile erau distribuite pe funcții, de la protecția individului până la a sfatului). În Babilon rolul de custode îl aveau numeroși zei secundari, cu deosebirea că acolo omul căzut în păcat era părăsit de divinitatea protectoare și lăsat în voia represaliilor mânioase ale marilor zei și la cheremul făpturilor malefice, care erau demonii ; dar de aici s-a ajuns în mitologia populară creștină târzie, la credința că fiecare ins are , de la naștere și până la moarte, un înger păzitor personal, un fel de conștiință divină sau un fel de alter ego.
Rafael (Tobit III,17) este însă un tămăduitor de oameni și cel care îl pune în lanțuri pe Asmodeu, căpetenia diavolilor. Se pare că funcția de mesager sau nunțiu divin ajunge una dintre mai multele funcții ale unor îngeri cumularzi, păstrându-se anonimi ;
De exemplu Manoah, anunțat de înger, că i se va naște Samson, îi cere numele ; ,, Atunci îngerul lui Yahweh i-a răspuns : De ce întrebi tu de numele meu? Căci el este minunat’’(Jud.XIII,18). A existat în mitologia ebraică totuși și un înger aparte : Uriel, patronul luminii, care e însă, în apocriful etiopian Cartea lui Enoh, și ,,Îngerul Infernului’’ . O categorie amplificată de mitografi și teologi ebraici și creștin este a îngerilor căzuți (damnați), inițial făpturi angelice pozitive care s-au răzvrătit împotriva lui Dumnezeu, dorind să-i ia locul : Lucifer, ajungând personificarea răului, Satanael sau Diavolul, cumulând ispitele, partea cosmică rea, păcatul; această categorie negativă tradce de fapt pe Agriman din mitologia iraniană, având însă și un punct de plecare local, în complexul Azazel palestinian, un zeu arhaic al deșertului ; iar răzvrătirea ( ca și războiul ceresc din Apocalips) are ca model mai ales Gigantomahia greacă. 
Un sens aparte, mai mult de emancipare decât de răzvrătire, are grupul celor 200 de îngeri (de tipul eroilor celor civilizatori) conduși de prințul ceresc Semzaza, mit mult mai vechi, prezent in Cartea lui Enoh. Definiția din Epistolarul paulin e vagă : ,,Îngerii oare nu sunt toți duhuri slujitoare , trimiși să slujească pentru cei care vor fi moștenitorii mântuirii ?’’ (Evr.I,14). Teologia creștină a prefațat definițiile riguroase și clasificările taxonomice exacte. Ioan Damaschin scrie că : ,,Îngerul este o ființă spirituală, veșnic mișcătoare, liberă, necorporală’’ și că , nemuritori ,, prin har [...], îngerii locuiesc în cer și au un singur lucru de făcut : să laude pe Dumnezeu’’(Izvorul Științei III Dogmatica, II,3). Pentru Ioan Damaschin (loc.cit.), îngerul este ,,a doua lumina’’, întrucât în natura sa spirituală se reflectă, mai mult ca în orice altă făptură, lumina desăvârșirilor divine.
Dionise Areopagitul clasifică îngerii în 3 cete de câte 3 tipuri :a) serafimii, heruvimii și tronurile ; b) domniile, puterile și stăpânirile ; c) inițiatorii, îngerii și arhanghelii. Definirea îngerilor e totdeauna speculativă, indiferent de nuanțele variabile de la scrierile patristice până la exegezele teologice din sec.XX ; ca atare, speculațiile făcute timp de 17-18 secoleduc în cele din urmă la câteva puncte: îngerii cunosc multe dar nu totul ; sunt nemuritori, Dumnezeu e veșnic ; se deplasează în spațiu cu imensă iuțeală, Dumneze e ubicuu ; sunt sfinți prin îndelugata lor supunere față de Dumnezeu, care e sfânt prin esența Sa ; și cu toate că nu sunt apți să facă rău, prin natura lor nici nu sunt lipsițide patimi ;(bineînțeles , această ultimă trăsătură e o ambiguitate care tinde să împace definirea îngerilor ca practicanți și mesageri ai iubirii universale cu mitul răzvrătirii luciferice).
Unii teologi și exegeți moderni, ca Jacques Dournes (Spiritus, 1970), au încercat să despiritualizeze pe îngeri, remarcând doar ,,stranieritatea’’ lor de mesageri biblici. După opinia mai problematică a lui Clement Alexandrinul (Pedagogul, I 6,36 ;    II 10,10), în condiții speciale, anumiți oameni pot dobândi parțial, atribute angelice (sau funcții omenești cvasiangelice) încă din timpul vieții pe pământ. Punctul de vedre cel mai original îl exprimă, din unghi evoluționist, Pierre Teilhard de Chardin (într-o scrisoare din 1934, către Bruno de Solages) : ,,Îngerii reprezintă o parte, o zonă superioară  a Universului care s-a și înălțat întru Dumnezeu’’ și ,,cuprinși de același complex evolutiv’’ ca și oamenii, au și ajuns la țintă, fiind mai spiritualizați decât oamenii, dar nu spirite pure, ci totuși ființe ,,legate intim de Universul material’’.
Tema angelologică e mereu discutată de teologi in cdrul unei discipline cvasiautonome,angelologia. Dar în ultimă analiză, toate formele angelice sunt adaptări mitologice ale primelor tradiții venit din animism, desigur, într-o formă filosofică, sprijinită în primul rând pe idea de perfectibilitate cosmică si umana. Astfel, situați între Dumnezeu și oameni, îngerii sunt mediatorii Lui vizibili, întrucât Dumnezeu însuși este transcendent.   (cf. Ophannim)